# Al Qubbah
Al Qubbah är en ort i Libyen.   Den ligger i distriktet Darnah, i den nordöstra delen av landet, 800 km öster om huvudstaden Tripoli. Al Qubbah ligger 605 meter över havet och antalet invånare är 24 631.
Terrängen runt Al Qubbah är platt åt sydväst, men åt nordost är den kuperad. Runt Al Qubbah är det mycket glesbefolkat, med 7 invånare per kvadratkilometer. Det finns inga andra samhällen i närheten. Trakten runt Al Qubbah består till största delen av jordbruksmark.